# 伝説の騎士エルロンド
『伝説の騎士エルロンド』（でんせつのきしエルロンド、英題：Wizards & Warriors）は、イギリスのゲームメーカー、レア（現・Xbox Game Studios）開発のアクションゲーム。北米で1987年にアクレイムからNintendo Entertainment System用ソフトとして発売された。
日本ではNMKが開発し、1988年にジャレコよりファミリーコンピュータ用ソフトとして発売。

## ストーリー
ジャローヌ地方の王国、メルラドに現れた悪の魔法使いブラック・アニスは国の財宝を奪い、七人の美しい姫君たちを連れ去った。国王は国の騎士たちをブラック・アニスが住む「ヒュドラ城」へと向かわせたが、「ヒュドラ城」が建つ「暗闇と恐怖の森」に近づくにつれ、ほとんどの者が恐怖に駆られ逃げ出した。
ただ一人残った勇敢な青年・エルロンドはさらわれた七人の姫を救うため、「暗闇と恐怖の森」へと足を踏み入れる。

## システム
サイドビュー方式のアクションゲームで、剣を武器に敵を倒しながら進んでいく。全7ステージ構成。動きにやや慣性があり、ジャンプが暴発しやすく癖がある操作性。
ステージの最後にはボスキャラクターが待ち構えているが、宝石を一定数（集める数はステージによって異なる）集めないとボスと戦うことができない。

## アイテム
アイテムは一時的にのみ効果が続くタイプ、ゲームが終了するまで永続するタイプ、永続するが一つしか所持できないタイプの三種類がある。効果が永続するアイテムはステージ上に落ちているカギを拾い、宝箱を開けることで入手できる。
通常アイテム
木の実等を破壊した時や敵を倒した時に出現したり、最初から床に落ちているアイテム。取ると一瞬、あるいは一時的に効果が続く。
水薬
水薬は色の違う3種類あり、それぞれ効果が違う。効果は一定時間続く。
青の水薬……エルロンドの歩く速度が速くなる。
紫の水薬……より高くジャンプすることができる。
赤の水薬……無敵になり、ダメージを受けなくなる。
肉
取るとエルロンドのライフが200回復する。
ナイフ・オノ
Dagger of ThrowingやBattle Axe of Agorの射程距離が伸びる。3個で最大射程となるが、Battle Axe of Agorのみ斧を4個取ると二発まで連射することができるようになる。
時計
敵の動きが一定時間止まる。
全滅アイテム
画面上の敵を全滅させる。
鍵
青・ピンク・赤の三種類あり、マップの各地に落ちている。色が同じ扉や宝箱を開けることができる。何度でも使用できるが、ステージをクリアすると没収されるので次のステージで再び集める必要がある。
Ａアイテム（効果が永続するアイテム）
一度入手すれば、効果は永続する。
Potion of Levitation （不思議鳥の血）
十字キーの上を押すと、少しだけ宙に浮く。その状態からジャンプすることも可能。
Shield of Protection （たて）
盾を装備し、敵が飛ばしてくる飛び道具を正面から受けることにより防ぐことができる。
Dagger of Throwing （ナイフ）
攻撃ボタンを押すと、通常の攻撃と共にブーメラン状に飛ぶナイフを出せる。画面上に出せるのは一つのみで、二つ目を出そうとすると最初に出したナイフが消える。
Battle Axe of Agor（オノ）
ナイフと同じタイプの飛び道具で二倍の威力がある。ナイフとオノは共有できず、片方しか持てない。
Feather of Feather Fall （不思議鳥の羽）
十字キーの上を押すと、ゆっくり降下することができる。
Ｂアイテム（選択アイテム）
別のアイテムを取ってしまうと、前に持っていたアイテムは破棄されてしまう。
Boots of Force （皮のブーツ）
セレクトボタンを押すと、キックを繰り出せる。宝箱の上で出すとカギが無くても箱を開けることが可能。リーチは短いが、敵に大ダメージを与えることができる。
Boots of Lava Walk （プラチナのブーツ）
溶岩のダメージを軽減する。使える場所はかなり限られる。
Cloak of Darkness （魔法のマント）
セレクトボタンを押すと、エルロンドの姿が消えて敵のダメージが軽減する。無敵になるわけではない。
Wand of Wonder （魔法棒）
飛び道具を撃てるようになる。敵に当てると敵の動きが止まる。
Staff of Power （力のつえ）
前方に範囲の広い飛び道具を撃てるようになる。
Horn （ラッパ）
セレクトボタンを押すと、画面上にある隠し扉を強制的に出現させることができる。

## 英語版と日本版の違い
- 英語版はライフがゲージ式で残機制。日本版ではライフが数値で表され、ライフが0になると即ゲームオーバー。
- アイテムや敵キャラの配置といった構成要素が若干異なる。特に最初のステージでは違いが顕著で、日本版の方が大幅に敵が少ない。
- 英語版はWand of WonderとStaff of Powerもセレクトボタンで発射する。
- 日本版の主人公の名前は「エルロンド」だが、英語版ではKuros。英語版における「エルロンド」は地名（Kingdom of Elrond）として用いられている。
- 英語版では電源を入れた後暫くすると、二人の騎士が手前側で背を向け主人公（Kuros）が奥にいるイラストが表示されるが、日本版ではエルロンドが背を向けて二人の騎士と向き合うイラストとなっている。

## 評価
ゲーム誌『ファミコン通信』の「クロスレビュー」では合計26点（満40点）、『ファミリーコンピュータMagazine』の読者投票による「ゲーム通信簿」での評価は以下の通り16.19点（満30点）。
| 項目 | キャラクタ | 音楽 | 操作性 | 熱中度 | お買得度 | オリジナリティ | 総合  |
| 得点 | 2.85       | 2.66 | 2.79   | 2.64   | 2.58     | 2.67           | 16.19 |

## 続編
"Wizards & Warriors" はシリーズ化されており、全4作品が発売された。日本では2作目以降は発売されていない。
- Wizards and Warriors
- Ironsword: Wizards & Warriors II
- Wizards & Warriors Chapter X: The Fortress of Fear
- Wizards and Warriors III - Kuros: Visions of Power

## 関連作品
- 魔魁伝説(1988年) - ジャレコ販売、NMK開発のアーケード用アクションRPG。本作とゲームシステムがよく似ている。